# José Manuel Lara
José Manuel Lara (nascido em 21 de maio de 1977) é um jogador espanhol de golfe profissional. Tornou-se profissional em 1997 e compete no circuito europeu desde 2001, tendo terminado em décimo primeiro nos rankings do Challenge Tour das temporadas anteriores. Já disputou dois torneios majors. Ele já apareceu no top 100 do Ranking Mundial de Golfe Oficial.

## Conquistas profissionais

### Conquistas no European Tour (2)
| N.º | Data                                    | Torneio                                            | Placar                | Margem de vitória | Vice-campeão   |
| --- | --------------------------------------- | -------------------------------------------------- | --------------------- | ----------------- | -------------- |
| 1   | 19 de novembro de 2006 (Temporada 2007) | UBS Hong Kong Open (cossancionado pela Asian Tour) | −15 (64-66-66-69=265) | 1 tacada          | Juvic Pagunsan |
| 2   | 19 de setembro de 2010                  | Austrian Golf Open                                 | −17 (66-71-70-64=271) | Playoff           | David Lynn     |

Registro de playoffs da European Tour (1–0)
| N.º | Ano  | Torneio            | Adversário | Resultado                               |
| --- | ---- | ------------------ | ---------- | --------------------------------------- |
| 1   | 2010 | Austrian Golf Open | David Lynn | Venceu com par no primeiro buraco extra |